# Miss ZOMBIE
『Miss ZOMBIE』（ミス・ゾンビ）は、2013年9月14日に公開された日本映画。SABU監督作品。主演は小松彩夏。

## 概要
SABU監督が初めて女優を主演に迎えた、『幸福の鐘』以来10年ぶりとなる完全オリジナルストーリー。幸福な家庭に美しきゾンビが送り届けられ、それを機に平穏な日常が崩れていく様子が描かれている。
小松彩夏は本作が映画初主演となる。
キャッチコピーは「生きているのは私たちか？それとも彼女か？」
第21回ジェラルメ国際ファンタスティカ映画祭で『仄暗い水の底から』（中田秀夫監督）以来11年ぶりとなる日本作品のグランプリを受賞したほか、第34回ポルト国際映画祭では日本映画初のグランプリを受賞した。

## ストーリー
ある日、寺本家に人を襲うことのない種類の女ゾンビ・沙羅が送り届けられる。
その日から沙羅は寺本家の使用人として働き始めるが、寺本の妻・志津子と一人息子の健一を除く人々は沙羅を気の向くままに虐待する。
そんなある日、健一が誤って溺死してしまい、志津子は沙羅に健一をゾンビとして蘇らせるよう懇願するが、沙羅が健一の首に噛み付いた瞬間、人間だったころの記憶が蘇ったのだった。

## キャスト
- 沙羅 - 小松彩夏
- 志津子 - 冨樫真
- 健一 - 大西利空
- 駿河太郎
- 芹澤興人
- 山内圭哉
- 寺本 - 手塚とおる

## スタッフ
- 監督・脚本・原案 - SABU
- 製作 - 熊澤芳紀、佐竹一美
- プロデューサー - 吉田憲一、宇田川寧
- ラインプロデューサー - 的場明日香
- 撮影 - 相馬大輔
- 照明 - 三善章誉
- 録音 - 山田幸治
- ヘアメイク - 内城千栄子
- 衣裳 - 岡本佳子
- 編集 - 相良直一郎
- 音響効果 - 渋谷圭介
- 特殊メイク - 石野大雅
- ポストプロダクションプロデューサー - 篠田学
- スクリプター - 村松愛香
- キャスティング - 田端利江
- 助監督 - 塩崎遵
- 助監督応援 - 平林克理、成田啓吾
- 製作担当 - 堀田剛史
- 製作プロダクション - ダブ
- 製作 - アミューズソフトエンタテインメント、ダブ
- 配給 - ライブ・ビューイング・ジャパン
- 宣伝 - ビーズインターナショナル

## 受賞歴
- 第21回ジェラルメ国際ファンタスティカ映画祭 グランプリ
- 第34回ポルト国際映画祭 最優秀作品賞 オリエント急行特別賞
- 第13回ダッカ国際映画祭 コンペティション部門脚本賞[1]